# Чиганакский
Чиганакский — упразднённый хутор в Верхнедонском районе Ростовской области. Входил в состав Мигулинского сельского поселения. 

## География
Располагался у восточного берега озера Чиганакское, в 3,5 км к востоку от центра сельского поселения станицы Мигулинской.

## История
Исключен из учётных данных в 2004 году.

## Население
| 1989 | 2002 |
| ---- | ---- |
| 1    | ↘0   |

По переписи 1989 г. на хуторе проживал 1 мужчина. По переписи 2002 г. на хуторе отсутствовало постоянное население.